# 眞境名オスカー
眞境名オスカー（まじきな オスカー、1964年5月9日 - ）は、ブラジル・サンパウロ出身のフットサル指導者。日系3世のブラジル人。

## 来歴
15歳で、サッカーからフットサルに転向。17歳で、2部リーグでプロデビュー。1986年以降は、1部リーグの強豪で活躍。
1987年、日系人選抜チームの一員として来日。1989年に日本移住。選手活動の傍ら、フットサル大会を企画運営するなど、日本でのフットサルの普及に貢献。「フットサル界のカリスマ」と呼ばれる。
1998年に、チーム「FIRE FOX（ファイルフォックス）」を結成。監督に就任。2001年の第7回全日本フットサル選手権大会で、チームは優勝。勇退。
その後はフットサルクリニックなどでの指導を経て、2003年、チーム「BANFF TOHOKU（バンフ東北）」の監督に就任。第9回全日本選手権で、チームを優勝に導いた。
チーム「FORCA VERDE」の監督を経て、2006年に発足された日本初のプロフットサルクラブ「大洋薬品/BANFF」（現・名古屋オーシャンズ）の初代監督に就任。2007年、解任。
2008年4月、静岡の強豪フットサルチーム「XEBRA SHIZUOKA」の監督に就任。
2008年7月15日　一身上の都合により「XEBRA SHIZUOKA」の監督を辞任。
2009年　ステラミーゴいわて花巻の監督に就任。
2010年　FUNフットサルクラブLadies com VEEX（関東女子フットサルリーグ）の監督に就任。
2013年5月　VEEX TOKYO Ladies（就任時は東京都フットサルリーグ、現関東女子フットサルリーグに所属）の監督に就任し、2019年開幕前に惜しまれつつ退任。
2020年4月、関東リーグ1部所属でFリーグ参入を目指す東京都のフットサルチーム「リガーレ東京（Ligare　TOKYO）トップチーム」の監督に就任。
2021年11月　DREAM futsal park LENDAS(40歳以上のメンバーで構成)の選手として登録。